# دنلوب القابضة
كانت دنلوب رابر شركة متعددة الجنسيات البريطانية تشارك في تصنيع المنتجات المطاطية المختلفة. تأسست أعمالها في عام 1889 بالتزامن مع هارفي دو كروس التي كتبها جون بويد دنلوب الذي كان قد اكتشف العجلة الهوائية. وكانت واحدة من أوائل الشركات الدولية، وتحت دو كروس، وبعده، تحت نمت اريك جيديس لتكون واحدة من أكبر الشركات الصناعية البريطانية. لم يستخدم اسم دنلوب لأي جزء من الأعمال حتى بعد التقاعد JB دنلوب في عام 1895.
فشل دنلوب المطاط للتكيف مع ظروف السوق المتغيرة في السبعينات على الرغم من معترف بها من قبل منتصف الستينات انخفاض محتمل في الطلب باعتباره جديدة أكثر دواما الإطارات اجتاحت جميع أنحاء السوق. بعد أخذ على الديون المفرطة تم الحصول عليها دنلوب من قبل تكتل الصناعية BTR في عام 1985. ومنذ ذلك الحين، تم تجزئة ملكية دنلوب-الأسماء التجارية.